# Ill (Autriche)
Pour les articles homonymes, voir Ill.
L'Ill est un affluent droit du Rhin. Il coule en Autriche et est intégralement situé dans le Vorarlberg. Il suit la vallée du Montafon, la vallée de Bludenz avant de rejoindre le Rhin à l'Illspitz.

## Villes traversées
- Partenen
- Gaschurn
- Sankt Gallenkirch
- Schruns
- Tschagguns
- Vandans
- Sankt Anton im Montafon
- Lorüns
- Bludenz
- Bürs
- Nüziders
- Nenzing
- Frastanz
- Feldkirch
- Meiningen

## Affluents
- Vebellabach
- Valschavielbach
- Balbierbach
- Litz
- Rellsbach
- Alfenz
- Alvier
- Schesa
- Lutz
- Meng
- Samina

## Aménagements hydro-électriques
La majeure partie des aménagements le long de l'Ill et de ses affluents sont gérés par la Vorarlberger Illwerk AG.
Une usine hydro-électrique est implantée dans le centre de la ville de Feldkirch, et est gérée par Feldkirch Stadtwerk.